# Ouratea occultinervis
Ouratea occultinervis är en tvåhjärtbladig växtart som beskrevs av C. Sastre. Ouratea occultinervis ingår i släktet Ouratea och familjen Ochnaceae. Inga underarter finns listade i Catalogue of Life.